# Andie Lahdo
Andie Lahdo, född 4 juli 1974 i Beirut, är en svensk entreprenör, företagsledare och uppfinnare.

## Uppväxt
Andie Lahdo föddes i Libanon. När han var 11 år gammal flydde hans familj 1985 till Sverige och bosatte sig i Sigtuna kommun där han växte upp. Lahdo utbildade sig till fordonstekniker vid Arlandagymnasiet.

## Patentet ABS360
Andie Lahdo har utvecklat och patenterat en lösning som möjliggör att fälgar kan anpassas för olika bilmodeller. Genom en stålkona kallad ABS360 kan fälgens bultindelning ändras. Hans företag heter ABS Wheels. År 2023 lade Sigtuna Museum till konan i sina samlingar. ABS 360 är en uppfinning skapad i Sigtuna och är en del av Sigtunas historia sade Ted Hesselbom, museichef. 

## Utmärkelser
År 2018 mottog Andie Lahdo Sigtuna kommuns pris årets företagare. Under 2016 blev han nominerad av Driva egets redaktion i tävlingen David mot Goliat och 2017 nominerades han i kategorin årets chef av Chef. 2018 blev hans företag ett av finalbolagen hos Serendipity Challenge. ABS Wheels har vunnit Dagens industris pris DI Gasell fyra år i rad. År 2021 blev Andie Lahdo nominerad till kungens pris för årets nybyggare. År 2023 lades Andie Lahdos uppfinning ABS360 till Sigtuna Museums samlingar. -Vi är stolta över att få presentera Andie Lahdos uppfinning och få den till museet, sa Ted Hesselbom museichef under ceremonin vid överlämningen.

## Övriga engagemang
Lahdo har även biträtt Expressen och Aftonbladet med expertutlåtanden om däcksäkerhet.